# SN 2000cz
SN 2000cz – supernowa typu II odkryta 8 lipca 2000 roku w galaktyce IC1535. W momencie odkrycia miała maksymalną jasność 17,70m.